# هيون يي كانغ
هيون يي كانغ (بالإنجليزية: Hyun Yi Kang)‏ هي كاتِبة أمريكية، ولدت في 1967.